# Kanpō
Kanpō (japanisch 寛保, auch Kanpo) ist eine japanische Ära (Nengō) von April 1741 bis April 1744 nach dem gregorianischen Kalender. Der vorhergehende Äraname ist Genbun, die nachfolgende Ära heißt Enkyō. Die Ära fällt in die Regierungszeit des Kaisers (Tennō) Sakuramachi.
Der erste Tag der Kanpō-Ära entspricht dem 12. April 1741, der letzte Tag war der 2. April 1744. Die Kanpō-Ära dauerte vier Jahre oder 1087 Tage.

## Ereignisse
- 1742 Kanpō-Hochwasser (寛保の洪水, Kanpō kōsui) in den Regionen Kinki und Kantō

| Kanpō              | 1    | 2    | 3    | 4    |
| 1.1. im greg. Jahr | 1741 | 1742 | 1743 | 1744 |

| Vorhergehend: Genbun | Nengō: Kanpō | Nachfolgend: Enkyō |